# Выборы в Законодательное собрание Ленинградской области (2021)
Выборы депутатов Законодательного собрания Ленинградской области седьмого созыва прошли в Ленинградской области 17—19 сентября одновременно с выборами в Государственную думу РФ, завершившись в единый день голосования 19 сентября 2021 года.
Выборы проходили согласно смешанной избирательной системе: избиралось 25 депутатов по партийным спискам с установленным для них 5-процентным барьером и 25 депутатов по одномандатным округам (где побеждает кандидат, набравший большинство голосов). Срок полномочий депутатов — 5 лет.
Число избирателей, внесенных в список избирателей на момент окончания голосования — 1 375 177. Явка составила 43,01 %.

## Ключевые даты
- 18 июня Законодательное собрание Ленинградской области назначило выборы на 19 сентября 2021 года (единый день голосования)[3].
- В тот же день Избирательная комиссия Ленинградской области утвердила план мероприятий по подготовке и проведению выборов[4].
- С 22 июня по 26 июля — период выдвижения общеобластного списка кандидатов политической партией (её региональным отделением), выдвижение кандидатов по одномандатному избирательному округу политической партией (её региональным отделением), выдвижение путем самовыдвижения[5].
- По 7 августа — период передачи в соответствующую избирательную комиссию документов для регистрации кандидатов и общеобластных списков[5].
- До 17 сентября — агитационный период для политической партии (её регионального отделения) и кандидатов[5].
- С 21 августа до 17 сентября — период предвыборной агитации в СМИ[5].
- С 14 по 19 сентября — период запрета на опубликование результатов опросов общественного мнения, прогнозов результатов выборов, иных исследований, связанных с выборами, в СМИ[5].
- С 17 по 19 сентября — дни голосования[5].

## Избирательные округа
| Одномандатные избирательные округа Ленинградской области | Одномандатные избирательные округа Ленинградской области | Одномандатные избирательные округа Ленинградской области | Одномандатные избирательные округа Ленинградской области |
| №                                                        | Округ                                                    | Состав | Численность                                              |
| -------------------------------------------------------- | -------------------------------------------------------- | --- | -------------------------------------------------------- |
| 1                                                        | Выборгский                                               | частично Выборгский муниципальный район: - частично Выборгское городское поселение | 50 180                                                   |
| 2                                                        | Каменногорский                                           | частично Выборгский муниципальный район: - частично Выборгское городское поселение, - Гончаровское сельское поселение, - Каменногорское городское поселение, - Светогорское городское поселение, - Селезневское сельское поселение. | 44 609                                                   |
| 3                                                        | Рощинский                                                | частично Выборгский муниципальный район: - частично Красносельское сельское поселение, - Высоцкое городское поселение, - Первомайское сельское поселение, - Полянское сельское поселение, - Приморское городское поселение, - Рощинское городское поселение, - Советское городское поселение. | 47 744                                                   |
| 4                                                        | Приозерский                                              | Приозерский муниципальный район; частично Выборгский муниципальный район: - частично Красносельское сельское поселение. | 44 305                                                   |
| 5                                                        | Сертоловский                                             | частично Всеволожский муниципальный район: - Агалатовское сельское поселение, - Куйвозовское сельское поселение, - Лесколовское сельское поселение, - Сертоловское городское поселение, - Юкковское сельское поселение. | 58 565                                                   |
| 6                                                        | Токсовский                                               | частично Всеволожский муниципальный район: - Кузьмоловское городское поселение, - Морозовское городское поселение, - Рахьинское городское поселение, - Романовское сельское поселение, - Токсовское городское поселение, - Щегловское сельское поселение, - частично Муринское городское поселение. | 54 000                                                   |
| 7                                                        | Всеволожский                                             | частично Всеволожский муниципальный район: - Всеволожское городское поселение, - частично Колтушское сельское поселение. | 57 756                                                   |
| 8                                                        | Заневский                                                | частично Всеволожский муниципальный район: - Дубровское городское поселение, - Заневское городское поселение, - Свердловское городское поселение, - частично Колтушское сельское поселение. | 58 077                                                   |
| 9                                                        | Кировский                                                | частично Кировский муниципальный район: - Кировское городское поселение, - Мгинское городское поселение, - Назиевское городское поселение, - Приладожское городское поселение, - Путиловское сельское поселение, - Синявинское городское поселение, - Шлиссельбургское городское поселение, - Шумское сельское поселение. | 54 793                                                   |
| 10                                                       | Волховский                                               | частично Волховский муниципальный район: - Бережковское сельское поселение, - Волховское городское поселение, - Вындиноостровское сельское поселение, - Иссадское сельское поселение, - Кисельнинское сельское поселение, - Новоладожское городское поселение, - Селивановское сельское поселение, - Староладожское сельское поселение, - Сясьстройское городское поселение, - Усадищенское сельское поселение; частично Кировский муниципальный район: - Суховское сельское поселение. | 58 598                                                   |
| 11                                                       | Свирский                                                 | Лодейнопольский муниципальный район; Подпорожский муниципальный район. | 47 892                                                   |
| 12                                                       | Бокситогорский                                           | Бокситогорский муниципальный район; частично Тихвинский муниципальный район: - Пашозерское сельское поселение, - Мелегежское сельское поселение, - Шугозерское сельское поселение. | 44 396                                                   |
| 13                                                       | Тихвинский                                               | частично Тихвинский муниципальный район: - Борское сельское поселение, - Ганьковское сельское поселение, - Горское сельское поселение, - Коськовское сельское поселение, - Тихвинское городское поселение, - Цвылевское сельское поселение; частично Волховский муниципальный район: - Колчановское сельское поселение, - Пашское сельское поселение, - Потанинское сельское поселение, - Свирицкое сельское поселение, - Хваловское сельское поселение. | 61 085                                                   |
| 14                                                       | Киришский                                                | Киришский муниципальный район | 49 952                                                   |
| 15                                                       | Тосненский                                               | частично Тосненский муниципальный район: - Лисинское сельское поселение, - Любанское городское поселение, - Нурминское сельское поселение, - Рябовское городское поселение, - Тосненское городское поселение, - Трубникоборское сельское поселение, - Шапкинское сельское поселение; частично Лужский муниципальный район: - частично Ям-Тесовское сельское поселение. | 49 516                                                   |
| 16                                                       | Никольский                                               | частично Тосненский муниципальный район: - Красноборское городское поселение, - Никольское городское поселение, - Тельмановское сельское поселение, - Ульяновское городское поселение, - Федоровское городское поселение, - Форносовское городское поселение; частично Кировский муниципальный район: - Отрадненское городское поселение, - Павловское городское поселение. | 63 196                                                   |
| 17                                                       | Коммунарский                                             | частично Гатчинский муниципальный район: - частично Гатчинское городское поселение, - Веревское сельское поселение, - Коммунарское городское поселение, - Пудомягское сельское население, - Таицкое городское население. | 56 740                                                   |
| 18                                                       | Сиверский                                                | частично Гатчинский муниципальный район: - частично Гатчинское городское поселение, - Вырицкое городское поселение, - Дружногорское городское поселение, - Кобринское сельское поселение, - Новосветское сельское поселение, - Сиверское городское поселение, - Сусанинское сельское поселение. | 51 578                                                   |
| 19                                                       | Гатчинский                                               | частично Гатчинский муниципальный район: - частично Гатчинское городское поселение, - Большеколпанское сельское поселение, - Войсковицкое сельское поселение, - Елизаветинское сельское поселение, - Пудостьское сельское поселение, - Рожденственское сельское поселение, - Сяськелевское сельское поселение. | 53 452                                                   |
| 20                                                       | Ломоносовский                                            | Ломоносовский муниципальный район; частично Волосовский муниципальный район: - частично Клопицкое сельское поселение. | 63 121                                                   |
| 21                                                       | Сосновоборский                                           | Сосновоборский городской округ | 50 598                                                   |
| 22                                                       | Волосовско-Сланцевский                                   | частично Волосовский муниципальный район: - Бегуницкое сельское поселение, - Большеврудское сельское поселение, - Волосовское городское поселение, - Калитинское сельское поселение, - Рабитицкое сельское поселение, - Сабское сельское поселение, - частично Клопицкое сельское поселение. частично Сланцевский муниципальный район: - частично Сланцевское городское поселение, - Старопольское сельское поселение, - Выскатское сельское поселение, - Гостицкое сельское поселение, - Загривское сельское поселение.                                                                                           | 63 400                                                   |
| 23                                                       | Лужский                                                  | частично Лужский муниципальный район: - Володарское сельское поселение, - Волошовское сельское поселение, - Дзержинское сельское поселение, - Заклинское сельское поселение, - Лужское городское поселение, - Мшинское сельское поселение, - Оредежское сельское поселение, - Осьминское сельское поселение, - Ретюнское сельское поселение, - Серебрянское сельское поселение, - Скребловское сельское поселение, - Толмачевское городское поселение, - Торковичское сельское поселение, - частично Ям-Тесовское сельское поселение; частично Сланцевский муниципальный район: - Новосельское сельское поселение. | 62 052                                                   |
| 24                                                       | Кингисеппский                                            | Кингисеппский муниципальный район; частично Сланцевский муниципальный район: - частично Сланцевское городское поселение, - Черновское сельское поселение. | 64 994                                                   |
| 25                                                       | Бугровский                                               | частично Всеволожский муниципальный район: - частично Муринское городское поселение, - Бугровское сельское поселение, - Новодевяткинское сельское поселение. | 52 065                                                   |

## Участники

### Выборы по партийным спискам
| Номер в бюллетене | Партия                                          | Общая часть списка                                                                          | Региональных групп | Кандидатов в списке | Статус списка                                                      |
| ----------------- | ----------------------------------------------- | ------------------------------------------------------------------------------------------- | ------------------ | ------------------- | ------------------------------------------------------------------ |
| 1                 | Справедливая Россия — За правду                 | Александр Перминов • Анна Хмелева                                                           | 25                 | 77                  | зарегистрирован                                                    |
| 2                 | ЛДПР — Либерально-демократическая партия России | Владимир Жириновский • Андрей Лебедев • Дамир Шадаев                                        | 25                 | 51                  | зарегистрирован                                                    |
| 3                 | Яблоко                                          | Дмитрий Соловьев • Сергей Фурс                                                              | 15                 | 26                  | зарегистрирован                                                    |
| 4                 | Коммунистическая партия Российской Федерации    | Виктор Царихин • Вадим Гришков • Евгений Тирон • Николай Кузьмин                            | 25                 | 71                  | зарегистрирован                                                    |
| 5                 | Единая Россия                                   | Александр Дрозденко • Сергей Бебенин • Марина Левченко • Дмитрий Василенко • Татьяна Тюрина | 25                 | 78                  | зарегистрирован                                                    |
| —                 | Партия Социальной Защиты                        | Александр Калинин • Марианна Денисова • Виктор Перов • Дмитрий Крайнов • Олег Димов         | 13                 | 37                  | отказано в регистрации (не представлены документы для регистрации) |
| —                 | Родина                                          | Алексей Журавлев • Валерий Шинкаренко • Дмитрий Жвания • Нелли Фассахова                    | 19                 | 23                  | отказано в регистрации (выявлено более 5 % недостоверных подписей) |
| —                 | Новые Люди                                      | Станислав Корякин • Денис Александров                                                       | 25                 | 47                  | отказано в регистрации (выявлено более 5 % недостоверных подписей) |

### Выборы по одномандатным округам
| Партия | Партия                                          | Число выдвинутых кандидатов | Число зарегистрированных кандидатов |
| ------ | ----------------------------------------------- | --------------------------- | ----------------------------------- |
|        | Единая Россия                                   | 25                          | 25                                  |
|        | Коммунистическая партия Российской Федерации    | 25                          | 24                                  |
|        | Справедливая Россия                             | 24                          | 23                                  |
|        | ЛДПР — Либерально-демократическая партия России | 21                          | 20                                  |
|        | Яблоко                                          | 17                          | 14                                  |
|        | Родина                                          | 6                           | —                                   |
|        | Новые люди                                      | 5                           | —                                   |
|        | Самовыдвижение                                  | 17                          | 2                                   |
| Всего  | Всего                                           | 140                         | 108                                 |

## Результаты
| Результаты голосования в Законодательное собрание Ленинградской области по единому округу | Результаты голосования в Законодательное собрание Ленинградской области по единому округу | Результаты голосования в Законодательное собрание Ленинградской области по единому округу | Результаты голосования в Законодательное собрание Ленинградской области по единому округу | Результаты голосования в Законодательное собрание Ленинградской области по единому округу | Результаты голосования в Законодательное собрание Ленинградской области по единому округу | Результаты голосования в Законодательное собрание Ленинградской области по единому округу |
| Округ                                                                                     | Явка                                                                                      | Процент голосов за                                                                        | Процент голосов за                                                                        | Процент голосов за                                                                        | Процент голосов за                                                                        | Процент голосов за                                                                        |
| Округ                                                                                     | Явка                                                                                      | Единая Россия                                                                             | КПРФ                                                                                      | СР                                                                                        | ЛДПР                                                                                      | Яблоко                                                                                    |
| ----------------------------------------------------------------------------------------- | ----------------------------------------------------------------------------------------- | ----------------------------------------------------------------------------------------- | ----------------------------------------------------------------------------------------- | ----------------------------------------------------------------------------------------- | ----------------------------------------------------------------------------------------- | ----------------------------------------------------------------------------------------- |
| 1                                                                                         | 42,28 %                                                                                   | 32,19 %                                                                                   | 24,79 %                                                                                   | 21,90 %                                                                                   | 11,08 %                                                                                   | 5,68 %                                                                                    |
| 2                                                                                         | 45,85 %                                                                                   | 51,68 %                                                                                   | 16,98 %                                                                                   | 13,99 %                                                                                   | 10,60 %                                                                                   | 2,77 %                                                                                    |
| 3                                                                                         | 52,36 %                                                                                   | 56,42 %                                                                                   | 16,43 %                                                                                   | 10,88 %                                                                                   | 10,12 %                                                                                   | 3,03 %                                                                                    |
| 4                                                                                         | 39,41 %                                                                                   | 37,44 %                                                                                   | 21,19 %                                                                                   | 19,78 %                                                                                   | 12,82 %                                                                                   | 2,58 %                                                                                    |
| 5                                                                                         | 40,25 %                                                                                   | 53,05 %                                                                                   | 14,88 %                                                                                   | 11,60 %                                                                                   | 14,32 %                                                                                   | 3,29 %                                                                                    |
| 6                                                                                         | 38,73 %                                                                                   | 48,73 %                                                                                   | 20,03 %                                                                                   | 11,87 %                                                                                   | 11,18 %                                                                                   | 4,94 %                                                                                    |
| 7                                                                                         | 33,01 %                                                                                   | 33,33 %                                                                                   | 24,46 %                                                                                   | 20,99 %                                                                                   | 9,44 %                                                                                    | 7,09 %                                                                                    |
| 8                                                                                         | 39,82 %                                                                                   | 66,04 %                                                                                   | 15,08 %                                                                                   | 7,27 %                                                                                    | 4,83 %                                                                                    | 3,90 %                                                                                    |
| 9                                                                                         | 55,04 %                                                                                   | 50,77 %                                                                                   | 16,05 %                                                                                   | 18,23 %                                                                                   | 8,25 %                                                                                    | 3,14 %                                                                                    |
| 10                                                                                        | 38,79 %                                                                                   | 37,75 %                                                                                   | 19,46 %                                                                                   | 23,72 %                                                                                   | 12,25 %                                                                                   | 2,04 %                                                                                    |
| 11                                                                                        | 48,51 %                                                                                   | 44,65 %                                                                                   | 18,63 %                                                                                   | 16,60 %                                                                                   | 13,60 %                                                                                   | 2,21 %                                                                                    |
| 12                                                                                        | 48,14 %                                                                                   | 42,85 %                                                                                   | 20,75 %                                                                                   | 20,48 %                                                                                   | 10,10 %                                                                                   | 1,89 %                                                                                    |
| 13                                                                                        | 45,90 %                                                                                   | 38,16 %                                                                                   | 24,44 %                                                                                   | 18,51 %                                                                                   | 12,48 %                                                                                   | 1,94 %                                                                                    |
| 14                                                                                        | 46,98 %                                                                                   | 34,37 %                                                                                   | 25,46 %                                                                                   | 21,54 %                                                                                   | 11,07 %                                                                                   | 2,75 %                                                                                    |
| 15                                                                                        | 45,37 %                                                                                   | 54,30 %                                                                                   | 15,26 %                                                                                   | 14,48 %                                                                                   | 9,04 %                                                                                    | 2,03 %                                                                                    |
| 16                                                                                        | 43,15 %                                                                                   | 52,26 %                                                                                   | 20,53 %                                                                                   | 10,87 %                                                                                   | 9,77 %                                                                                    | 2,69 %                                                                                    |
| 17                                                                                        | 38,64 %                                                                                   | 42,72 %                                                                                   | 21,25 %                                                                                   | 16,31 %                                                                                   | 11,67 %                                                                                   | 4,81 %                                                                                    |
| 18                                                                                        | 44,44 %                                                                                   | 49,59 %                                                                                   | 20,12 %                                                                                   | 13,68 %                                                                                   | 9,91 %                                                                                    | 3,28 %                                                                                    |
| 19                                                                                        | 45,74 %                                                                                   | 47,68 %                                                                                   | 20,49 %                                                                                   | 12,14 %                                                                                   | 13,39 %                                                                                   | 3,18 %                                                                                    |
| 20                                                                                        | 47,81 %                                                                                   | 61,44 %                                                                                   | 13,61 %                                                                                   | 12,81 %                                                                                   | 7,73 %                                                                                    | 2,15 %                                                                                    |
| 21                                                                                        | 49,51 %                                                                                   | 33,83 %                                                                                   | 31,75 %                                                                                   | 15,79 %                                                                                   | 10,36 %                                                                                   | 3,23 %                                                                                    |
| 22                                                                                        | 44,49 %                                                                                   | 55,17 %                                                                                   | 16,44 %                                                                                   | 13,02 %                                                                                   | 10,19 %                                                                                   | 1,78 %                                                                                    |
| 23                                                                                        | 42,98 %                                                                                   | 42,12 %                                                                                   | 26,73 %                                                                                   | 12,92 %                                                                                   | 11,94 %                                                                                   | 2,11 %                                                                                    |
| 24                                                                                        | 41,88 %                                                                                   | 43,44 %                                                                                   | 24,34 %                                                                                   | 12,10 %                                                                                   | 12,09 %                                                                                   | 2,72 %                                                                                    |
| 25                                                                                        | 25,52 %                                                                                   | 27,22 %                                                                                   | 37,42 %                                                                                   | 15,20 %                                                                                   | 8,92 %                                                                                    | 8,09 %                                                                                    |

В 24 из 25 округов «Единая Россия» получила большинство. В 22 из этих 24 округов КПРФ заняла второе место. В округах № 9 и № 10 «Справедливая Россия» обогнала КПРФ по голосам за партийные списки.
Распределение мандатов по пропорциональной системе проводилось методом Империали с той поправкой, что перед началом вычисления квот каждой партии, прошедшей 5-процентный барьер, выдавалось по одному месту.
| Результаты голосования в Законодательное собрание Ленинградской области по одномандатным округам | Результаты голосования в Законодательное собрание Ленинградской области по одномандатным округам | Результаты голосования в Законодательное собрание Ленинградской области по одномандатным округам | Результаты голосования в Законодательное собрание Ленинградской области по одномандатным округам | Результаты голосования в Законодательное собрание Ленинградской области по одномандатным округам | Результаты голосования в Законодательное собрание Ленинградской области по одномандатным округам | Результаты голосования в Законодательное собрание Ленинградской области по одномандатным округам | Результаты голосования в Законодательное собрание Ленинградской области по одномандатным округам | Результаты голосования в Законодательное собрание Ленинградской области по одномандатным округам | Результаты голосования в Законодательное собрание Ленинградской области по одномандатным округам |
| Округ                                                                                            | Явка                                                                                             | Место                                                                                            | Место                                                                                            | Кандидат                                                                                         | Выдвижение                                                                                       | Депутат VI созыва                                                                                | Кандидат поддержан Умным голосованием                                                            | Результат                                                                                        | Результат                                                                                        |
| Округ                                                                                            | Явка                                                                                             | Место                                                                                            | Место                                                                                            | Кандидат                                                                                         | Выдвижение                                                                                       | Депутат VI созыва                                                                                | Кандидат поддержан Умным голосованием                                                            | Голоса                                                                                           | %                                                                                                |
| ------------------------------------------------------------------------------------------------ | ------------------------------------------------------------------------------------------------ | ------------------------------------------------------------------------------------------------ | ------------------------------------------------------------------------------------------------ | ------------------------------------------------------------------------------------------------ | ------------------------------------------------------------------------------------------------ | ------------------------------------------------------------------------------------------------ | ------------------------------------------------------------------------------------------------ | ------------------------------------------------------------------------------------------------ | ------------------------------------------------------------------------------------------------ |
| 1                                                                                                | 41,63                                                                                            |                                                                                                  | 1.                                                                                               | Макаров Михаил Валентинович                                                                      | Единая Россия                                                                                    | Да                                                                                               |                                                                                                  | 6231                                                                                             | 30,53                                                                                            |
| 1                                                                                                | 41,63                                                                                            |                                                                                                  | 2.                                                                                               | Коваленко Валерия Анатольевна                                                                    | Справедливая Россия                                                                              | Да                                                                                               | Да                                                                                               | 5072                                                                                             | 24,85                                                                                            |
| 1                                                                                                | 41,63                                                                                            |                                                                                                  | 3.                                                                                               | Бордюг Сергей Иванович                                                                           | КПРФ                                                                                             |                                                                                                  |                                                                                                  | 4666                                                                                             | 22,86                                                                                            |
| 1                                                                                                | 41,63                                                                                            |                                                                                                  | 4.                                                                                               | Соловьев Дмитрий Владимирович                                                                    | Яблоко                                                                                           |                                                                                                  |                                                                                                  | 1908                                                                                             | 9,35                                                                                             |
| 1                                                                                                | 41,63                                                                                            |                                                                                                  | 5.                                                                                               | Галактионов Олег Вячеславович                                                                    | ЛДПР                                                                                             |                                                                                                  |                                                                                                  | 1495                                                                                             | 7,32                                                                                             |
|                                                                                                  |                                                                                                  |                                                                                                  |                                                                                                  |                                                                                                  |                                                                                                  |                                                                                                  |                                                                                                  |                                                                                                  |                                                                                                  |
| 2                                                                                                | 45,31                                                                                            |                                                                                                  | 1.                                                                                               | Петров Олег Александрович                                                                        | Единая Россия                                                                                    | Да                                                                                               |                                                                                                  | 9756                                                                                             | 49,45                                                                                            |
| 2                                                                                                | 45,31                                                                                            |                                                                                                  | 2.                                                                                               | Григораш Степан Владимирович                                                                     | Справедливая Россия                                                                              |                                                                                                  | Да                                                                                               | 3571                                                                                             | 18,10                                                                                            |
| 2                                                                                                | 45,31                                                                                            |                                                                                                  | 3.                                                                                               | Тягнеряднев Андрей Михайлович                                                                    | КПРФ                                                                                             |                                                                                                  |                                                                                                  | 2768                                                                                             | 14,03                                                                                            |
| 2                                                                                                | 45,31                                                                                            |                                                                                                  | 4.                                                                                               | Павлов Константин Вячеславович                                                                   | ЛДПР                                                                                             |                                                                                                  |                                                                                                  | 1542                                                                                             | 7,82                                                                                             |
| 2                                                                                                | 45,31                                                                                            |                                                                                                  | 5.                                                                                               | Карпов Андрей Михайлович                                                                         | Яблоко                                                                                           |                                                                                                  |                                                                                                  | 1067                                                                                             | 5,41                                                                                             |
|                                                                                                  |                                                                                                  |                                                                                                  |                                                                                                  |                                                                                                  |                                                                                                  |                                                                                                  |                                                                                                  |                                                                                                  |                                                                                                  |
| 3                                                                                                | 52,25                                                                                            |                                                                                                  | 1.                                                                                               | Коржавых Павел Вячеславович                                                                      | Единая Россия                                                                                    |                                                                                                  |                                                                                                  | 13 456                                                                                           | 55,18                                                                                            |
| 3                                                                                                | 52,25                                                                                            |                                                                                                  | 2.                                                                                               | Бутко Владислав Анатольевич                                                                      | КПРФ                                                                                             |                                                                                                  |                                                                                                  | 3521                                                                                             | 14,44                                                                                            |
| 3                                                                                                | 52,25                                                                                            |                                                                                                  | 3.                                                                                               | Семенов Владислав Вениаминович                                                                   | Справедливая Россия                                                                              |                                                                                                  |                                                                                                  | 2629                                                                                             | 10,78                                                                                            |
| 3                                                                                                | 52,25                                                                                            |                                                                                                  | 4.                                                                                               | Ельцов Петр Андреевич                                                                            | ЛДПР                                                                                             |                                                                                                  | Да                                                                                               | 2436                                                                                             | 9,99                                                                                             |
| 3                                                                                                | 52,25                                                                                            |                                                                                                  | 5.                                                                                               | Соловьева Анастасия Сергеевна                                                                    | Яблоко                                                                                           |                                                                                                  |                                                                                                  | 1422                                                                                             | 5,83                                                                                             |
|                                                                                                  |                                                                                                  |                                                                                                  |                                                                                                  |                                                                                                  |                                                                                                  |                                                                                                  |                                                                                                  |                                                                                                  |                                                                                                  |
| 4                                                                                                | 39,32                                                                                            |                                                                                                  | 1.                                                                                               | Потапова Светлана Леонидовна                                                                     | Единая Россия                                                                                    | Да                                                                                               |                                                                                                  | 7000                                                                                             | 40,87                                                                                            |
| 4                                                                                                | 39,32                                                                                            |                                                                                                  | 2.                                                                                               | Каледин Павел Юрьевич                                                                            | Справедливая Россия                                                                              |                                                                                                  | Да                                                                                               | 4078                                                                                             | 23,81                                                                                            |
| 4                                                                                                | 39,32                                                                                            |                                                                                                  | 3.                                                                                               | Бурылов Владимир Андреевич                                                                       | КПРФ                                                                                             |                                                                                                  |                                                                                                  | 2971                                                                                             | 17,35                                                                                            |
| 4                                                                                                | 39,32                                                                                            |                                                                                                  | 4.                                                                                               | Сафронов Игорь Николаевич                                                                        | ЛДПР                                                                                             |                                                                                                  |                                                                                                  | 1423                                                                                             | 8,31                                                                                             |
| 4                                                                                                | 39,32                                                                                            |                                                                                                  | 5.                                                                                               | Чурпенко Александр Геннадьевич                                                                   | Яблоко                                                                                           |                                                                                                  |                                                                                                  | 405                                                                                              | 2,36                                                                                             |
|                                                                                                  |                                                                                                  |                                                                                                  |                                                                                                  |                                                                                                  |                                                                                                  |                                                                                                  |                                                                                                  |                                                                                                  |                                                                                                  |
| 5                                                                                                | 39,99                                                                                            |                                                                                                  | 1.                                                                                               | Махотин Алексей Николаевич                                                                       | Единая Россия                                                                                    |                                                                                                  |                                                                                                  | 12 456                                                                                           | 51,49                                                                                            |
| 5                                                                                                | 39,99                                                                                            |                                                                                                  | 2.                                                                                               | Лебедев Андрей Ярославович                                                                       | ЛДПР                                                                                             | Да                                                                                               | Да                                                                                               | 4745                                                                                             | 19,62                                                                                            |
| 5                                                                                                | 39,99                                                                                            |                                                                                                  | 3.                                                                                               | Маршалов Александр Евгеньевич                                                                    | Справедливая Россия                                                                              |                                                                                                  |                                                                                                  | 4025                                                                                             | 16,64                                                                                            |
| 5                                                                                                | 39,99                                                                                            |                                                                                                  | 4.                                                                                               | Кондаков Виталий Сергеевич                                                                       | Яблоко                                                                                           |                                                                                                  |                                                                                                  | 1755                                                                                             | 7,26                                                                                             |
|                                                                                                  |                                                                                                  |                                                                                                  |                                                                                                  |                                                                                                  |                                                                                                  |                                                                                                  |                                                                                                  |                                                                                                  |                                                                                                  |
| 6                                                                                                | 38,43                                                                                            |                                                                                                  | 1.                                                                                               | Рязанов Александр Алексеевич                                                                     | Единая Россия                                                                                    |                                                                                                  |                                                                                                  | 8655                                                                                             | 39,47                                                                                            |
| 6                                                                                                | 38,43                                                                                            |                                                                                                  | 2.                                                                                               | Захаров Денис Викторович                                                                         | Самовыдвижение                                                                                   |                                                                                                  |                                                                                                  | 3274                                                                                             | 14,93                                                                                            |
| 6                                                                                                | 38,43                                                                                            |                                                                                                  | 3.                                                                                               | Полиховский Павел Викторович                                                                     | КПРФ                                                                                             |                                                                                                  |                                                                                                  | 3115                                                                                             | 14,21                                                                                            |
| 6                                                                                                | 38,43                                                                                            |                                                                                                  | 4.                                                                                               | Сергиенко Виктор Павлович                                                                        | Справедливая Россия                                                                              |                                                                                                  |                                                                                                  | 2520                                                                                             | 11,49                                                                                            |
| 6                                                                                                | 38,43                                                                                            |                                                                                                  | 5.                                                                                               | Белонучкин Антон Андреевич                                                                       | ЛДПР                                                                                             |                                                                                                  | Да                                                                                               | 2234                                                                                             | 10,19                                                                                            |
| 6                                                                                                | 38,43                                                                                            |                                                                                                  | 6.                                                                                               | Ракитин Антон Александрович                                                                      | Яблоко                                                                                           |                                                                                                  |                                                                                                  | 1125                                                                                             | 5,13                                                                                             |
|                                                                                                  |                                                                                                  |                                                                                                  |                                                                                                  |                                                                                                  |                                                                                                  |                                                                                                  |                                                                                                  |                                                                                                  |                                                                                                  |
| 7                                                                                                | 32,37                                                                                            |                                                                                                  | 1.                                                                                               | Матвеев Александр Валентинович                                                                   | Единая Россия                                                                                    | Да                                                                                               |                                                                                                  | 6908                                                                                             | 35,82                                                                                            |
| 7                                                                                                | 32,37                                                                                            |                                                                                                  | 2.                                                                                               | Силаев Дмитрий Васильевич                                                                        | Справедливая Россия                                                                              |                                                                                                  | Да                                                                                               | 5277                                                                                             | 27,37                                                                                            |
| 7                                                                                                | 32,37                                                                                            |                                                                                                  | 3.                                                                                               | Нестер Дмитрий Александрович                                                                     | КПРФ                                                                                             |                                                                                                  |                                                                                                  | 3413                                                                                             | 17,70                                                                                            |
| 7                                                                                                | 32,37                                                                                            |                                                                                                  | 4.                                                                                               | Гордюк Антон Валерьевич                                                                          | Яблоко                                                                                           |                                                                                                  |                                                                                                  | 1455                                                                                             | 7,55                                                                                             |
| 7                                                                                                | 32,37                                                                                            |                                                                                                  | 5.                                                                                               | Васильев Анвер Маратович                                                                         | ЛДПР                                                                                             |                                                                                                  |                                                                                                  | 1283                                                                                             | 6,65                                                                                             |
|                                                                                                  |                                                                                                  |                                                                                                  |                                                                                                  |                                                                                                  |                                                                                                  |                                                                                                  |                                                                                                  |                                                                                                  |                                                                                                  |
| 8                                                                                                | 39,24                                                                                            |                                                                                                  | 1.                                                                                               | Алиев Саяд Исбарович                                                                             | Единая Россия                                                                                    | Да                                                                                               |                                                                                                  | 14 286                                                                                           | 53,83                                                                                            |
| 8                                                                                                | 39,24                                                                                            |                                                                                                  | 2.                                                                                               | Квитко Роман Григорьевич                                                                         | КПРФ                                                                                             |                                                                                                  | Да                                                                                               | 5042                                                                                             | 19,00                                                                                            |
| 8                                                                                                | 39,24                                                                                            |                                                                                                  | 3.                                                                                               | Кузнецова Маргарита Михайловна                                                                   | Справедливая Россия                                                                              |                                                                                                  |                                                                                                  | 4044                                                                                             | 15,24                                                                                            |
| 8                                                                                                | 39,24                                                                                            |                                                                                                  | 4.                                                                                               | Приходько Надежда Вениаминовна                                                                   | Яблоко                                                                                           |                                                                                                  |                                                                                                  | 1761                                                                                             | 6,64                                                                                             |
|                                                                                                  |                                                                                                  |                                                                                                  |                                                                                                  |                                                                                                  |                                                                                                  |                                                                                                  |                                                                                                  |                                                                                                  |                                                                                                  |
| 9                                                                                                | 54,91                                                                                            |                                                                                                  | 1.                                                                                               | Коломыцев Михаил Владимирович                                                                    | Единая Россия                                                                                    | Да                                                                                               |                                                                                                  | 15 217                                                                                           | 51,25                                                                                            |
| 9                                                                                                | 54,91                                                                                            |                                                                                                  | 2.                                                                                               | Ильюшихин Иван Николаевич                                                                        | Справедливая Россия                                                                              |                                                                                                  | Да                                                                                               | 5464                                                                                             | 18,40                                                                                            |
| 9                                                                                                | 54,91                                                                                            |                                                                                                  | 3.                                                                                               | Номеров Владимир Вячеславович                                                                    | КПРФ                                                                                             |                                                                                                  |                                                                                                  | 4518                                                                                             | 15,22                                                                                            |
| 9                                                                                                | 54,91                                                                                            |                                                                                                  | 4.                                                                                               | Иудин Иван Дмитриевич                                                                            | ЛДПР                                                                                             |                                                                                                  |                                                                                                  | 2134                                                                                             | 7,19                                                                                             |
| 9                                                                                                | 54,91                                                                                            |                                                                                                  | 5.                                                                                               | Чертков Илья Вячеславович                                                                        | Самовыдвижение                                                                                   |                                                                                                  |                                                                                                  | 1042                                                                                             | 3,51                                                                                             |
|                                                                                                  |                                                                                                  |                                                                                                  |                                                                                                  |                                                                                                  |                                                                                                  |                                                                                                  |                                                                                                  |                                                                                                  |                                                                                                  |
| 10                                                                                               | 38,63                                                                                            |                                                                                                  | 1.                                                                                               | Смирнов Александр Юрьевич                                                                        | Справедливая Россия                                                                              |                                                                                                  | Да                                                                                               | 7220                                                                                             | 33,00                                                                                            |
| 10                                                                                               | 38,63                                                                                            |                                                                                                  | 2.                                                                                               | Емельянов Николай Петрович                                                                       | Единая Россия                                                                                    |                                                                                                  |                                                                                                  | 6853                                                                                             | 31,32                                                                                            |
| 10                                                                                               | 38,63                                                                                            |                                                                                                  | 3.                                                                                               | Болдовский Антон Константинович                                                                  | КПРФ                                                                                             |                                                                                                  |                                                                                                  | 4279                                                                                             | 19,56                                                                                            |
| 10                                                                                               | 38,63                                                                                            |                                                                                                  | 4.                                                                                               | Андреев Николай Николаевич                                                                       | ЛДПР                                                                                             |                                                                                                  |                                                                                                  | 2087                                                                                             | 9,54                                                                                             |
|                                                                                                  |                                                                                                  |                                                                                                  |                                                                                                  |                                                                                                  |                                                                                                  |                                                                                                  |                                                                                                  |                                                                                                  |                                                                                                  |
| 11                                                                                               | 48,28                                                                                            |                                                                                                  | 1.                                                                                               | Бебенин Сергей Михайлович                                                                        | Единая Россия                                                                                    | Да                                                                                               |                                                                                                  | 11 776                                                                                           | 52,52                                                                                            |
| 11                                                                                               | 48,28                                                                                            |                                                                                                  | 2.                                                                                               | Сафронов Виктор Владимирович                                                                     | КПРФ                                                                                             |                                                                                                  |                                                                                                  | 3967                                                                                             | 17,69                                                                                            |
| 11                                                                                               | 48,28                                                                                            |                                                                                                  | 3.                                                                                               | Паньков Василий Анатольевич                                                                      | Справедливая Россия                                                                              |                                                                                                  |                                                                                                  | 2873                                                                                             | 12,81                                                                                            |
| 11                                                                                               | 48,28                                                                                            |                                                                                                  | 4.                                                                                               | Смирнова Виктория Александровна                                                                  | ЛДПР                                                                                             |                                                                                                  | Да                                                                                               | 2788                                                                                             | 12,43                                                                                            |
|                                                                                                  |                                                                                                  |                                                                                                  |                                                                                                  |                                                                                                  |                                                                                                  |                                                                                                  |                                                                                                  |                                                                                                  |                                                                                                  |
| 12                                                                                               | 47,96                                                                                            |                                                                                                  | 1.                                                                                               | Пустотин Николай Иванович                                                                        | Единая Россия                                                                                    | Да                                                                                               |                                                                                                  | 10 834                                                                                           | 52,43                                                                                            |
| 12                                                                                               | 47,96                                                                                            |                                                                                                  | 2.                                                                                               | Бирюкова Елена Петровна                                                                          | Справедливая Россия                                                                              |                                                                                                  |                                                                                                  | 4363                                                                                             | 21,11                                                                                            |
| 12                                                                                               | 47,96                                                                                            |                                                                                                  | 3.                                                                                               | Хлопенков Степан Юрьевич                                                                         | КПРФ                                                                                             |                                                                                                  | Да                                                                                               | 3416                                                                                             | 16,53                                                                                            |
| 12                                                                                               | 47,96                                                                                            |                                                                                                  | 4.                                                                                               | Шибаев Владимир Иванович                                                                         | Яблоко                                                                                           |                                                                                                  |                                                                                                  | 1761                                                                                             | 5,43                                                                                             |
|                                                                                                  |                                                                                                  |                                                                                                  |                                                                                                  |                                                                                                  |                                                                                                  |                                                                                                  |                                                                                                  |                                                                                                  |                                                                                                  |
| 13                                                                                               | 45,66                                                                                            |                                                                                                  | 1.                                                                                               | Петров Александр Евгеньевич                                                                      | Единая Россия                                                                                    | Да                                                                                               |                                                                                                  | 12 640                                                                                           | 46,31                                                                                            |
| 13                                                                                               | 45,66                                                                                            |                                                                                                  | 2.                                                                                               | Смирнова Елена Викторовна                                                                        | КПРФ                                                                                             |                                                                                                  | Да                                                                                               | 8008                                                                                             | 29,34                                                                                            |
| 13                                                                                               | 45,66                                                                                            |                                                                                                  | 3.                                                                                               | Лобанов Павел Петрович                                                                           | Справедливая Россия                                                                              |                                                                                                  |                                                                                                  | 5130                                                                                             | 18,79                                                                                            |
|                                                                                                  |                                                                                                  |                                                                                                  |                                                                                                  |                                                                                                  |                                                                                                  |                                                                                                  |                                                                                                  |                                                                                                  |                                                                                                  |
| 14                                                                                               | 46,82                                                                                            |                                                                                                  | 1.                                                                                               | Тюрина Татьяна Венедиктовна                                                                      | Единая Россия                                                                                    | Да                                                                                               |                                                                                                  | 7754                                                                                             | 34,51                                                                                            |
| 14                                                                                               | 46,82                                                                                            |                                                                                                  | 2.                                                                                               | Колотов Игорь Викторович                                                                         | Справедливая Россия                                                                              |                                                                                                  |                                                                                                  | 6428                                                                                             | 28,61                                                                                            |
| 14                                                                                               | 46,82                                                                                            |                                                                                                  | 3.                                                                                               | Сова Алексей Михайлович                                                                          | КПРФ                                                                                             |                                                                                                  | Да                                                                                               | 5033                                                                                             | 22,40                                                                                            |
| 14                                                                                               | 46,82                                                                                            |                                                                                                  | 4.                                                                                               | Круглов Андрей Владимирович                                                                      | ЛДПР                                                                                             |                                                                                                  |                                                                                                  | 1760                                                                                             | 7,83                                                                                             |
| 14                                                                                               | 46,82                                                                                            |                                                                                                  | 5.                                                                                               | Фурс Сергей Анатольевич                                                                          | Яблоко                                                                                           |                                                                                                  |                                                                                                  | 460                                                                                              | 2,05                                                                                             |
|                                                                                                  |                                                                                                  |                                                                                                  |                                                                                                  |                                                                                                  |                                                                                                  |                                                                                                  |                                                                                                  |                                                                                                  |                                                                                                  |
| 15                                                                                               | 45,34                                                                                            |                                                                                                  | 1.                                                                                               | Захаров Виктор Валентинович                                                                      | Единая Россия                                                                                    |                                                                                                  |                                                                                                  | 12 218                                                                                           | 55,45                                                                                            |
| 15                                                                                               | 45,34                                                                                            |                                                                                                  | 2.                                                                                               | Разумов Владимир Александрович                                                                   | Справедливая Россия                                                                              |                                                                                                  | Да                                                                                               | 4713                                                                                             | 21,39                                                                                            |
| 15                                                                                               | 45,34                                                                                            |                                                                                                  | 3.                                                                                               | Янбаева Ираида Алексеевна                                                                        | КПРФ                                                                                             |                                                                                                  |                                                                                                  | 3929                                                                                             | 17,83                                                                                            |
|                                                                                                  |                                                                                                  |                                                                                                  |                                                                                                  |                                                                                                  |                                                                                                  |                                                                                                  |                                                                                                  |                                                                                                  |                                                                                                  |
| 16                                                                                               | 42,97                                                                                            |                                                                                                  | 1.                                                                                               | Ким Родион Ильич                                                                                 | Единая Россия                                                                                    |                                                                                                  |                                                                                                  | 13 274                                                                                           | 48,94                                                                                            |
| 16                                                                                               | 42,97                                                                                            |                                                                                                  | 2.                                                                                               | Кастрицкая Светлана Валентиновна                                                                 | КПРФ                                                                                             |                                                                                                  | Да                                                                                               | 6357                                                                                             | 23,44                                                                                            |
| 16                                                                                               | 42,97                                                                                            |                                                                                                  | 3.                                                                                               | Большаков Дмитрий Константинович                                                                 | Справедливая Россия                                                                              |                                                                                                  |                                                                                                  | 3617                                                                                             | 13,34                                                                                            |
| 16                                                                                               | 42,97                                                                                            |                                                                                                  | 4.                                                                                               | Федоров Артем Борисович                                                                          | ЛДПР                                                                                             |                                                                                                  |                                                                                                  | 2467                                                                                             | 9,10                                                                                             |
|                                                                                                  |                                                                                                  |                                                                                                  |                                                                                                  |                                                                                                  |                                                                                                  |                                                                                                  |                                                                                                  |                                                                                                  |                                                                                                  |
| 17                                                                                               | 38,22                                                                                            |                                                                                                  | 1.                                                                                               | Русских Александр Владимирович                                                                   | Единая Россия                                                                                    | Да                                                                                               |                                                                                                  | 8897                                                                                             | 41,21                                                                                            |
| 17                                                                                               | 38,22                                                                                            |                                                                                                  | 2.                                                                                               | Оснач Анна Михайловна                                                                            | Справедливая Россия                                                                              |                                                                                                  | Да                                                                                               | 4135                                                                                             | 19,15                                                                                            |
| 17                                                                                               | 38,22                                                                                            |                                                                                                  | 3.                                                                                               | Желтухин Александр Николаевич                                                                    | КПРФ                                                                                             |                                                                                                  |                                                                                                  | 3913                                                                                             | 18,12                                                                                            |
| 17                                                                                               | 38,22                                                                                            |                                                                                                  | 4.                                                                                               | Воскресенский Сергей Владимирович                                                                | ЛДПР                                                                                             |                                                                                                  |                                                                                                  | 2510                                                                                             | 11,63                                                                                            |
| 17                                                                                               | 38,22                                                                                            |                                                                                                  | 5.                                                                                               | Соколов Тарас Александрович                                                                      | Яблоко                                                                                           |                                                                                                  |                                                                                                  | 1153                                                                                             | 5,34                                                                                             |
|                                                                                                  |                                                                                                  |                                                                                                  |                                                                                                  |                                                                                                  |                                                                                                  |                                                                                                  |                                                                                                  |                                                                                                  |                                                                                                  |
| 18                                                                                               | 44,09                                                                                            |                                                                                                  | 1.                                                                                               | Тептина Людмила Анатольевна                                                                      | Единая Россия                                                                                    | Да                                                                                               |                                                                                                  | 12 388                                                                                           | 54,67                                                                                            |
| 18                                                                                               | 44,09                                                                                            |                                                                                                  | 2.                                                                                               | Архаров Александр Валерьевич                                                                     | КПРФ                                                                                             |                                                                                                  | Да                                                                                               | 4558                                                                                             | 20,11                                                                                            |
| 18                                                                                               | 44,09                                                                                            |                                                                                                  | 3.                                                                                               | Кононов Дмитрий Семенович                                                                        | Справедливая Россия                                                                              |                                                                                                  |                                                                                                  | 2677                                                                                             | 11,81                                                                                            |
| 18                                                                                               | 44,09                                                                                            |                                                                                                  | 4.                                                                                               | Дудин Юрий Николаевич                                                                            | ЛДПР                                                                                             |                                                                                                  |                                                                                                  | 1556                                                                                             | 6,87                                                                                             |
| 18                                                                                               | 44,09                                                                                            |                                                                                                  | 5.                                                                                               | Палевич Андрей Анатольевич                                                                       | Яблоко                                                                                           |                                                                                                  |                                                                                                  | 563                                                                                              | 2,48                                                                                             |
|                                                                                                  |                                                                                                  |                                                                                                  |                                                                                                  |                                                                                                  |                                                                                                  |                                                                                                  |                                                                                                  |                                                                                                  |                                                                                                  |
| 19                                                                                               | 45,57                                                                                            |                                                                                                  | 1.                                                                                               | Бездетко Татьяна Викторовна                                                                      | Единая Россия                                                                                    | Да                                                                                               |                                                                                                  | 12 665                                                                                           | 53,04                                                                                            |
| 19                                                                                               | 45,57                                                                                            |                                                                                                  | 2.                                                                                               | Федотов Станислав Владимирович                                                                   | КПРФ                                                                                             |                                                                                                  | Да                                                                                               | 4510                                                                                             | 18,89                                                                                            |
| 19                                                                                               | 45,57                                                                                            |                                                                                                  | 3.                                                                                               | Шугаева Вера Александровна                                                                       | Справедливая Россия                                                                              |                                                                                                  |                                                                                                  | 2870                                                                                             | 12,02                                                                                            |
| 19                                                                                               | 45,57                                                                                            |                                                                                                  | 4.                                                                                               | Фурзиков Сергей Александрович                                                                    | ЛДПР                                                                                             |                                                                                                  |                                                                                                  | 1901                                                                                             | 7,96                                                                                             |
| 19                                                                                               | 45,57                                                                                            |                                                                                                  | 5.                                                                                               | Куценко Кирилл Евгеньевич                                                                        | Яблоко                                                                                           |                                                                                                  |                                                                                                  | 832                                                                                              | 3,48                                                                                             |
|                                                                                                  |                                                                                                  |                                                                                                  |                                                                                                  |                                                                                                  |                                                                                                  |                                                                                                  |                                                                                                  |                                                                                                  |                                                                                                  |
| 20                                                                                               | 47,64                                                                                            |                                                                                                  | 1.                                                                                               | Еремеев Станислав Германович                                                                     | Единая Россия                                                                                    |                                                                                                  |                                                                                                  | 16 993                                                                                           | 53,93                                                                                            |
| 20                                                                                               | 47,64                                                                                            |                                                                                                  | 2.                                                                                               | Степанов Александр Петрович                                                                      | КПРФ                                                                                             |                                                                                                  |                                                                                                  | 7313                                                                                             | 23,21                                                                                            |
| 20                                                                                               | 47,64                                                                                            |                                                                                                  | 3.                                                                                               | Слепаков Станислав Владимирович                                                                  | ЛДПР                                                                                             |                                                                                                  | Да                                                                                               | 5838                                                                                             | 18,53                                                                                            |
|                                                                                                  |                                                                                                  |                                                                                                  |                                                                                                  |                                                                                                  |                                                                                                  |                                                                                                  |                                                                                                  |                                                                                                  |                                                                                                  |
| 21                                                                                               | 49,46                                                                                            |                                                                                                  | 1.                                                                                               | Апостолевский Иван Кириллович                                                                    | КПРФ                                                                                             |                                                                                                  | Да                                                                                               | 8971                                                                                             | 37,33                                                                                            |
| 21                                                                                               | 49,46                                                                                            |                                                                                                  | 2.                                                                                               | Пуляевский Дмитрий Витальевич                                                                    | Единая Россия                                                                                    | Да                                                                                               |                                                                                                  | 8353                                                                                             | 34,76                                                                                            |
| 21                                                                                               | 49,46                                                                                            |                                                                                                  | 3.                                                                                               | Перминов Александр Александрович                                                                 | Справедливая Россия                                                                              | Да                                                                                               |                                                                                                  | 3421                                                                                             | 14,24                                                                                            |
| 21                                                                                               | 49,46                                                                                            |                                                                                                  | 4.                                                                                               | Абрамов Иван Алексеевич                                                                          | ЛДПР                                                                                             |                                                                                                  |                                                                                                  | 2013                                                                                             | 8,38                                                                                             |
|                                                                                                  |                                                                                                  |                                                                                                  |                                                                                                  |                                                                                                  |                                                                                                  |                                                                                                  |                                                                                                  |                                                                                                  |                                                                                                  |
| 22                                                                                               | 44,31                                                                                            |                                                                                                  | 1.                                                                                               | Густов Вадим Анатольевич                                                                         | Единая Россия                                                                                    | Да                                                                                               |                                                                                                  | 14 597                                                                                           | 53,03                                                                                            |
| 22                                                                                               | 44,31                                                                                            |                                                                                                  | 2.                                                                                               | Тарасов Алексей Владимирович                                                                     | КПРФ                                                                                             |                                                                                                  | Да                                                                                               | 5377                                                                                             | 19,54                                                                                            |
| 22                                                                                               | 44,31                                                                                            |                                                                                                  | 3.                                                                                               | Норкина Любовь Михайловна                                                                        | Справедливая Россия                                                                              |                                                                                                  |                                                                                                  | 4294                                                                                             | 15,60                                                                                            |
| 22                                                                                               | 44,31                                                                                            |                                                                                                  | 4.                                                                                               | Шубин Дмитрий Юрьевич                                                                            | ЛДПР                                                                                             |                                                                                                  |                                                                                                  | 2050                                                                                             | 7,45                                                                                             |
|                                                                                                  |                                                                                                  |                                                                                                  |                                                                                                  |                                                                                                  |                                                                                                  |                                                                                                  |                                                                                                  |                                                                                                  |                                                                                                  |
| 23                                                                                               | 42,84                                                                                            |                                                                                                  | 1.                                                                                               | Коваль Никита Олегович                                                                           | Единая Россия                                                                                    | Да                                                                                               |                                                                                                  | 9862                                                                                             | 39,15                                                                                            |
| 23                                                                                               | 42,84                                                                                            |                                                                                                  | 2.                                                                                               | Савин Алексей Юрьевич                                                                            | КПРФ                                                                                             |                                                                                                  | Да                                                                                               | 7648                                                                                             | 30,36                                                                                            |
| 23                                                                                               | 42,84                                                                                            |                                                                                                  | 3.                                                                                               | Пономаренко Людмила Владимировна                                                                 | Справедливая Россия                                                                              |                                                                                                  |                                                                                                  | 4045                                                                                             | 16,06                                                                                            |
| 23                                                                                               | 42,84                                                                                            |                                                                                                  | 4.                                                                                               | Пеньков Алексей Петрович                                                                         | ЛДПР                                                                                             |                                                                                                  |                                                                                                  | 2212                                                                                             | 8,78                                                                                             |
|                                                                                                  |                                                                                                  |                                                                                                  |                                                                                                  |                                                                                                  |                                                                                                  |                                                                                                  |                                                                                                  |                                                                                                  |                                                                                                  |
| 24                                                                                               | 41,74                                                                                            |                                                                                                  | 1.                                                                                               | Ворновских Дмитрий Владимирович                                                                  | Единая Россия                                                                                    | Да                                                                                               |                                                                                                  | 12 846                                                                                           | 47,66                                                                                            |
| 24                                                                                               | 41,74                                                                                            |                                                                                                  | 2.                                                                                               | Дронов Максим Юрьевич                                                                            | КПРФ                                                                                             |                                                                                                  | Да                                                                                               | 8061                                                                                             | 29,91                                                                                            |
| 24                                                                                               | 41,74                                                                                            |                                                                                                  | 3.                                                                                               | Белоусов Никита Олегович                                                                         | ЛДПР                                                                                             |                                                                                                  |                                                                                                  | 3855                                                                                             | 14,30                                                                                            |
|                                                                                                  |                                                                                                  |                                                                                                  |                                                                                                  |                                                                                                  |                                                                                                  |                                                                                                  |                                                                                                  |                                                                                                  |                                                                                                  |
| 25                                                                                               | 25,15                                                                                            |                                                                                                  | 1.                                                                                               | Будеев Вадим Александрович                                                                       | КПРФ                                                                                             |                                                                                                  | Да                                                                                               | 6529                                                                                             | 39,67                                                                                            |
| 25                                                                                               | 25,15                                                                                            |                                                                                                  | 2.                                                                                               | Игонин Алексей Андреевич                                                                         | Единая Россия                                                                                    | Да                                                                                               |                                                                                                  | 4685                                                                                             | 28,46                                                                                            |
| 25                                                                                               | 25,15                                                                                            |                                                                                                  | 3.                                                                                               | Белоусов Виктор Павлович                                                                         | Справедливая Россия                                                                              |                                                                                                  |                                                                                                  | 3319                                                                                             | 20,16                                                                                            |
| 25                                                                                               | 25,15                                                                                            |                                                                                                  | 4.                                                                                               | Мюрю Алексей Владимирович                                                                        | Яблоко                                                                                           |                                                                                                  |                                                                                                  | 832                                                                                              | 7,24                                                                                             |

Из 25 округов Умное Голосование поддержало кандидатов: в 3 — занявших первое место, в 16 — второе место, в 3 — третье , в 2 — четвёртое, в 1 — пятое. 
| Место                      | Место                      | Партия                     | по областным спискам | по областным спискам | по областным спискам | по областным спискам | по одно- мандатным округам | всего         | всего | всего | всего |
| Место                      | Место                      | Партия                     | Голоса               | %                    | +/- %                | Получено мест        | Получено мест              | Получено мест | +/-   | %     | +/- % |
| -------------------------- | -------------------------- | -------------------------- | -------------------- | -------------------- | -------------------- | -------------------- | -------------------------- | ------------- | ----- | ----- | ----- |
|                            | 1.                         | «Единая Россия»            | 274 254              | 46,37 %              | ▼4,88 %              | 13 (▼2)              | 22 (▼3)                    | 35            | ▼5    | 70 %  | ▼10 % |
|                            | 2.                         | КПРФ                       | 122 441              | 20,70 %              | ▲8,21 %              | 5 (▲2)               | 2 (▲2)                     | 7             | ▲4    | 14 %  | ▲8 %  |
|                            | 3.                         | «Справедливая Россия»      | 89 887               | 15,20 %              | ▲2,41 %              | 4 (▲1)               | 1 (▲1)                     | 5             | ▲2    | 10 %  | ▲4 %  |
|                            | 4.                         | ЛДПР                       | 62 709               | 10,60 %              | ▼4,05 %              | 3 (▼1)               | 0 (▬)                      | 3             | ▼1    | 6 %   | ▼2 %  |
|                            |                            |                            |                      |                      |                      |                      |                            |               |       |       |       |
|                            | 5.                         | «Яблоко»                   | 19 015               | 3,22 %               | ▼0,49 %              | 0 (▬)                | 0 (▬)                      | 0             | ▬     | 0 %   | ▬     |
|                            |                            | Самовыдвижение             |                      |                      |                      |                      | 0 (▬)                      | 0             | ▬     | 0 %   | ▬     |
| Недействительные бюллетени | Недействительные бюллетени | Недействительные бюллетени | 23 137               | 3,91 %               | ▲1,06 %              |                      |                            |               |       |       |       |
| Всего                      | Всего                      | Всего                      | 591 443              | 100 %                | —                    | 25 (▬)               | 25 (▬)                     | 50            | ▬     | 100 % | —     |